# Josip Depolo
Josip Depolo (Zadar, 10. rujna 1919. – Zagreb, 21. ožujka 2000.) bio je hrvatski likovni kritičar i teoretičar. 
Od 1952. objavljivao je kritike, teorijske članke i polemike u časopisima za kulturu i dnevnom tisku.
Autor je više stotina predgovora i postava skupnih i samostalnih izložbi.
Osobito značajne su mu monografije: Branko Kovačević (1986.), Milan Pavić (1986.), Cata Dujšin-Ribar (1988.), Zlatan Vrkljan (1988.), Munir Vejzović (1988.), Josip Botteri Dini (1990.), Ljerka Njerš (1990.), Gabrijel Jurkić (1995.), Charles Billich (1997.)

### Sestrinski projekti
|  | Wikicitati imaju zbirke citata o temi Josip Depolo |